# Maksymilian Goldfeder
Maksymilian Goldfeder (ur. ok. 1847, zm. 18 lutego 1923) – polski przedsiębiorca związany z Łodzią.
Był z pochodzenia Żydem, który przybył do Łodzi z Warszawy w 1870 roku. Początkowo pracował w banku swojego brata, Adolfa, a kiedy w 1873 roku ożenił się z córką zamożnego łódzkiego fabrykanta Zygmunta Jarocińskiego, Anną Jarocińską, otworzył własny kantor bankowy.
Był przykładem typowego lodzermenscha, czyli człowieka robiącego karierę na gruncie szybko rozwijającego się miasta.
W 1891 roku wybudował kamienicę rezydencjonalną przy ul. Piotrkowskiej 77, będącej jednocześnie siedzibą jego Domu Bankowego, według projektu znanego polskiego architekta Hilarego Majewskiego.
W latach 1889–1923 wraz ze swoją rodziną rozwinął w budynku działalność bankową. Na dole posesji znajdował się kantor, na górze zaś rezydencja rodziny Goldfederów.
Był jednym z założycieli spółki rysko-warszawskiej, która w 1898 roku założyła Manufakturę Lnianą i Jutową.
Po I wojnie światowej, między innymi na skutek złej oceny perspektyw dalszej działalności bankowej, firma popadła w poważne kłopoty finansowe, które w efekcie wraz ze śmiercią Maksymiliana Goldfedera zakończyły działalność jego rodzinnego interesu. Z powodu ogromnego zadłużenia żadne z jego dzieci (Józef, Stanisław, Anna, Felicja, Izabela i Helena) nie poprowadziło dalej banku. Zmarł 18 lutego 1923 roku.
Jego bratanica – córka brata Maksymiliana, Adolfa Goldfedera – Stefania, wyszła za mąż za ziemianina Jerzego Skarbka. Z tego związku urodziła się Krystyna Skarbek znana ze swojej działalności w okresie II wojny światowej jako agent brytyjskiej tajnej służby Kierownictwa Operacji Specjalnych (SOE), oraz wywiadowca Secret Intelligence Service (SIS).